# Болквадзе, Малахий Георгиевич

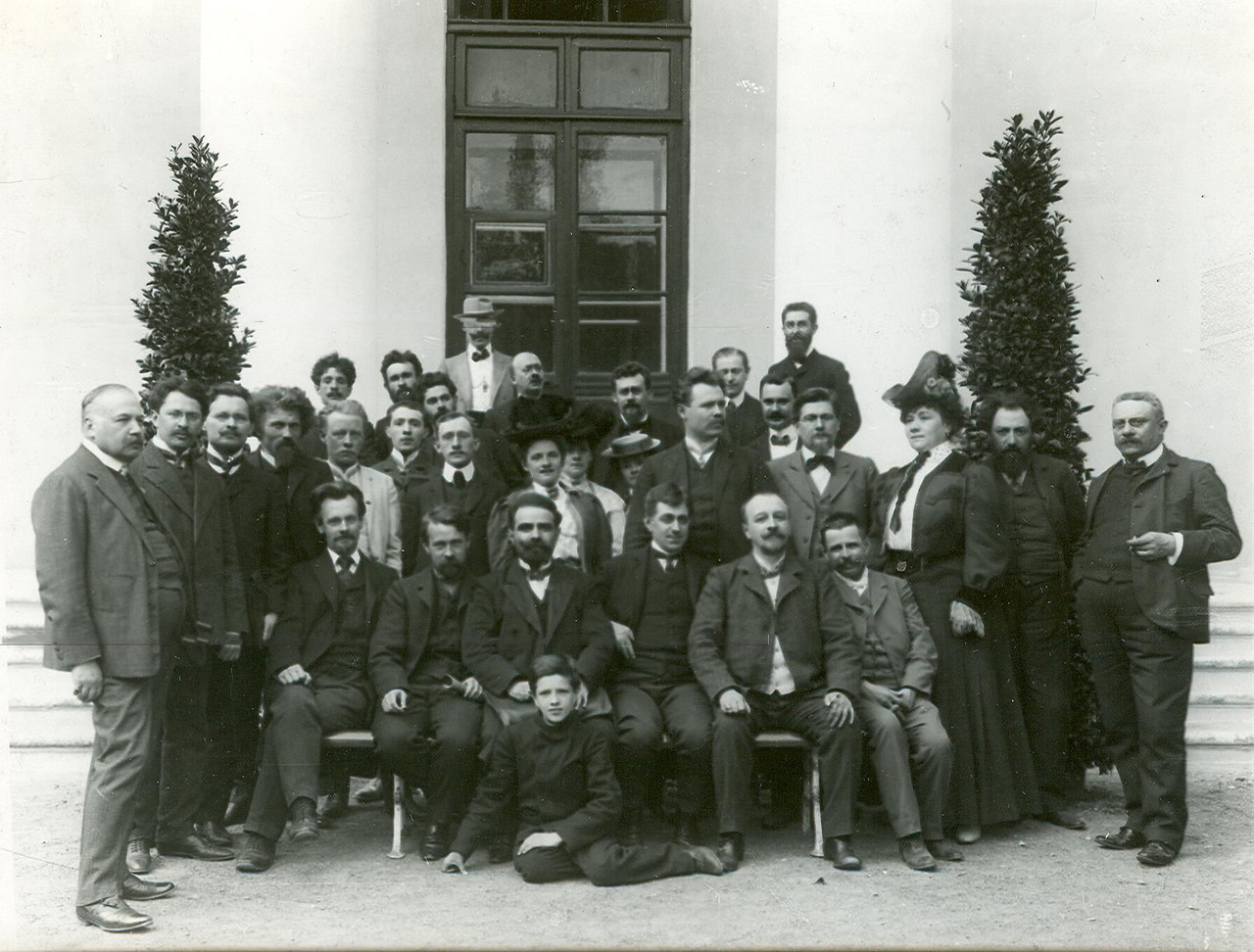
Бюро печати I Государственной Думы, в центре его председатель Малахий Болквадзе.

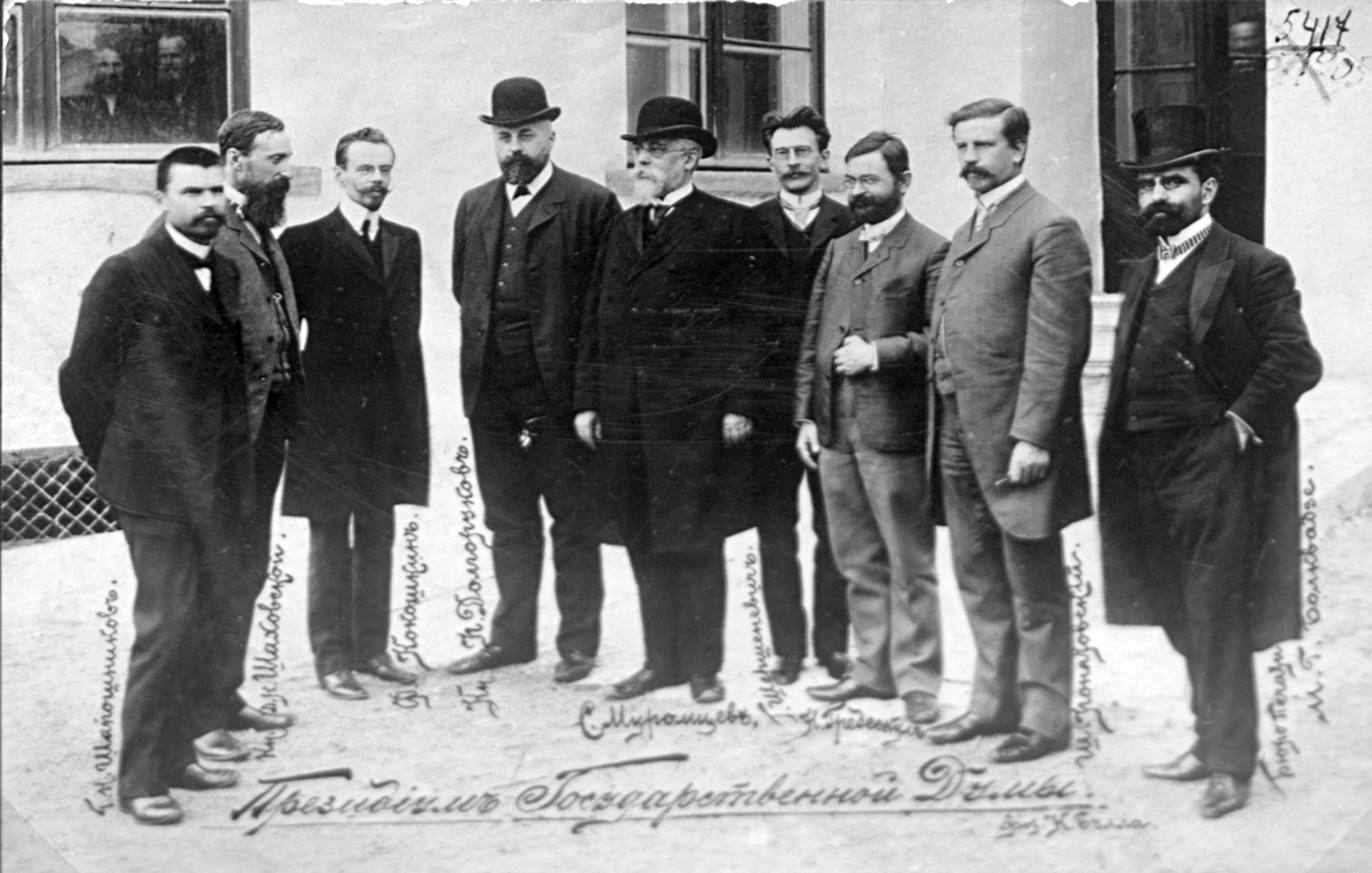
Президиум I Государственной Думы. Слева направо: Г. Н. Шапошников (от Трудовой группы), Д. И. Шаховской, Ф. Ф. Кокошкин, Пётр Д. Долгоруков, С. А. Муровцев, Г. А. Шершеневич, Н. А. Гредескул, Щ. Понятовский (от автономистов) и председатель Бюро печати М. Г. Болквадзе.

Грузины, члены государственной Думы Первого созыва от Тифлисской и Кутаисской губерний; Слева — направо, сидят: Иосиф Баратов, Ной Жордания, Малахий Болквадзе, Серго Джапаридзе, Исидор Рамишвили; стоят: Вано Гомартели, Симон Церетели

Малахий Георгиевич Болквадзе вариант имени Малакий — присяжный поверенный, журналист, сотрудник Бюро печати (председатель в I Государственной думе и товарищ председателя во II Государственной думе), редактор-издатель журнала «Защита человека», автор ряда книг по правозащитной тематике, корреспондент и публикатор Л. Н. Толстого.

## Биография
В 1890—1900 годы служил присяжным поверенным. По личным воспоминаниям и рассказам коллег написал книгу «Исповедь адвоката» о злоупотреблениях, допускаемых в адвокатской практике.
В 1906 году был избран председателем Бюро печати I Государственной думы. По сообщениям газеты «Русское слово» 15 марта 1907 года избран товарищем председателя Бюро печати II Государственной думы, при председателе И. Ф. Анненском, по другим сведениям во Второй Думе также был председателем Бюро печати.
Корреспондент Л. Н. Толстого в 1909—1910 годах. Их переписка детально изучена:
13 января 1909 года Болквадзе обратился к Толстому с просьбой дать отзыв о его книге «Не развращайте женщин», по-видимому, отзыв отправлен не был. На конверте Толстой написал: «<…> мысли очень сочувственные, а книга пропала»:275.
25 марта 1909 Болквадзе попросил Толстого «написать <…> несколько слов» о случае, описанном 17 марта в заметке «Цена крови» в петербургских газетах «Речь», «Наша газета» и других. Речь шла о том, что в Екатеринбурге к поверенным в окружном суде явился палач с просьбой возбудить дело против тюремной администрации, не доплатившей ему 60 рублей за 16 повешенных. Толстой написал на конверте Болквадзе: «Прекрасное письмо. Написать. H. Н. Написать». «Согласен я вп[олне], но писать нельзя». (И ниже стенограмма рукой Н. Н. Гусева): «Всё, что хотел бы написать, было бы нецензурно. Письмо очень хорошее»:270.
Но не все письма Болквадзе вызывали столь сочувственное отношение пожилого писателя. 12 мая 1909 Болквадзе написал об одном своем знакомом, некоем П-ском, совершившем тяжелое преступление, который под влиянием чтения произведений Толстого осознал свой «грех» и раскаялся. Болквадзе писал, что в ответ на жалобы знакомого на предвзятое к нему отношение он призывал его «творить добро и заняться нравственным совершенствованием». Резолюция Толстого была краткой: «Б[ез] о[твета], гл[упое]»:290.
В декабре Болквадзе просил Толстого принять участие в ежемесячном иллюстрированном журнале «Защита человека», который он решил издавать с 1910. Толстой отнесся к идее сочувственно и 31 декабря 1909 года ответил из Ясной Поляны: «Всей душой сочувствую той прекрасной вашей мысли, которую вы ставите целью вашей газеты, и потому, если буду жив и в силах, непременно буду вам сотрудничать».
В письме от 31 января 1910 года Болквадзе поблагодарил Толстого за согласие сотрудничать в журнале и просил Толстого выполнить обещание, так как для 1-го номера, намеченного на 1 марта: «необходимо мощное слово великого мудреца». Толстой ответил: «Боюсь, что всё, что мне придется написать, будет нецензурно. <…> Обещать не обещаю, но очень желал бы исполнить вашу просьбу».
23 марта Болквадзе отправил Толстому два экземпляра брошюры «Вегетарианство» (издание журнала «Защита человека») и оглавление первого номера журнала. И то, и другое нашло поддержку у писателя.
Первый номер журнала Толстой получил 20 июля 1910 г. и в тот же день написал отзыв о нем, в котором оценил все публикации по пятибалльной шкале. Высшую отметку получили: Обращение к читателям, Стихотворение Гуриели (с пометой «прекрасно, но жаль, что стихи»), публикации «Еванг[елие] любви и общественное презрение», «Интенданты и защита», «В защиту женщины» и «Смерть».
Вместе с ответом Лев Николаевич отправил Болквадзе для публикации предисловие к своей работе «Путь жизни», при чем именно в этом письме к издателю Толстой впервые озаглавил именно так эту работу. «Предисловие» в данной неокончательной редакции и в неполном виде (только первые 19 параграфов) и с цензурными изъятиями было напечатано в журнале «Защита человека» 1911, № 1—2.

## Сочинения
- Болквадзе М. Г. Исповедь адвоката — Санкт-Петербург : тип. Э. Л. Пороховщиковой, 1904. — 74 с.; 2-е изд. Киев, 1904.
- Болквадзе М. Г. Разгром Грузии и неоспоримые доказательства. // «Двадцатый век» 1906 № 8
- Болквадзе М. Г. Не развращайте женщин!.. или «Враги человечества» Санкт-Петербург: Изд. Ф. К-ой. 1908 82 с.

## Рекомендуемые источники
- Гриценко Е. П. Болквадзе Малахий Георгеевич. Лев Толстой и его современники: Энциклопедия. Вып.3. Тула: Музей-усадьба Л. Н. Толстого «Ясная Поляна», 2016.